# Neritos marmorata
Neritos marmorata är en fjärilsart som beskrevs av De Toulgoët 1983. Neritos marmorata ingår i släktet Neritos och familjen björnspinnare. Inga underarter finns listade i Catalogue of Life.